# سلطان محمد خندان

به خط سلطان محمد خندان

سلطان محمد خندان (درگذشت پس از ۹۵۷) از خوشنویسان ایران در قرن دهم هجری است. وی در دربار سلطان حسین بایقرا به خوشنویسی مشغول بود. او از خوشنویسان خراسان و از جمله شاگردان طراز اول سلطان‌علی مشهدی است.
او هنرمندی بی‌قید و تکلف و با لطافت طبع بود و به همنشینی با اهل طرب و عیش تمایل داشت. به دلیل انبساط خاطر فراوان به او لقب «خندان» داده‌اند.
یاری شیرازی، محمدحسین باخرزی و محمد قاسم شادیشاه را از شاگردان او ذکر کرده‌اند. تاریخ درگذشتش چندان روشن نیست اما از کتاب‌هایی که امضا کرده مشخص است نا ۹۰۷ه‍. ق در قید حیات بوده است.